# Чемпионат мира по конькобежному спорту на отдельных дистанциях 2013 — командная гонка (женщины)
Соревнования в командной гонке на 8 кругов среди женщин на чемпионате мира по конькобежному спорту на отдельных дистанциях 2013 года прошли 24 марта на катке Адлер-Арена в Сочи, Россия. В забегах приняли участие 8 команд.
Золотую медаль завоевала команда Нидерландов, серебро у команды Польши, бронза у сборной Кореи. 
Стартовавшая в последнем забеге команда Канады до самого последнего момента уверенно шла на втором месте, опережая время Польши на две секунды, но в последнем повороте Кристин Несбитт не удержалась и упала, в итоге команда заняла последнее место.

## Медалисты
| Золото                                                     | Серебро                                                                | Бронза                                                |
| Нидерланды · Ирен Вюст · Диане Валкенбюрг · Маррит Ленстра | Польша · Наталья Червонка · Катажина Бахледа-Цурусь · Луиза Злотковска | Республика Корея · Ким Бо Рым · Но Сон Ён · Пак То Ён |

## Рекорды
| Мировой рекорд     | Кристина Гровс, Кристин Несбитт, Бриттани Шусслер | 2:55.79 | Калгари        | 6 декабря 2009 |
| Рекорд чемпионатов | Кристина Гровс, Кристин Несбитт, Шэннон Ремпел    | 2:58.15 | Солт-Лейк-Сити | 10 марта 2007  |
| Рекорд катка       | -                                                 | -       | Сочи           | -              |

## Соревнование
| Место | Пара | Страна           | Спортсмены                                                | Время   | Отставание | Прим. |
| ----- | ---- | ---------------- | --------------------------------------------------------- | ------- | ---------- | ----- |
| 1     | 4    | Нидерланды       | Ирен Вюст Диане Валкенбюрг Маррит Ленстра                 | 3:00.02 |            |       |
| 2     | 3    | Польша           | Наталья Червонка Катажина Бахледа-Цурусь Луиза Злотковска | 3:04.91 | +4.89      |       |
| 3     | 2    | Республика Корея | Ким Бо Рым Но Сон Ён Пак То Ён                            | 3:05.32 | +5.30      |       |
| 4     | 3    | Германия         | Моник Ангермюллер Бенте Краус Клаудия Пехштайн            | 3:05.50 | +5.48      |       |
| 5     | 1    | Россия           | Ольга Граф Екатерина Лобышева Юлия Скокова                | 3:05.94 | +5.92      |       |
| 6     | 1    | Норвегия         | Хеге Бёкко Мари Хеммер Ида Ньотун                         | 3:07.23 | +7.21      |       |
| 7     | 2    | Япония           | Масако Ходзуми Эрико Исино Михо Такаги                    | 3:07.90 | +7.88      |       |
| 8     | 4    | Канада           | Ивани Блондин Кристин Несбитт Бриттани Шусслер            | 3:20.92 | +20.90     |       |